# Salvador (microregio)
Salvador is een van de 32 microregio's van de Braziliaanse deelstaat Bahia. Zij ligt in de mesoregio Metropolitana de Salvador en grenst aan de Atlantische Oceaan in het zuiden en oosten en de microregio's Catu in het noorden en Santo Antônio de Jesus in het westen. De microregio heeft een oppervlakte van ca. 2837 km². Midden 2004 werd het inwoneraantal geschat op 3.290.957.
Tien gemeenten behoren tot deze microregio:
- Camaçari
- Candeias
- Dias d'Ávila
- Itaparica
- Lauro de Freitas
- Madre de Deus
- Salvador
- São Francisco do Conde
- Simões Filho
- Vera Cruz

Mesoregio's: Centro-Norte Baiano · Centro-Sul Baiano · Extremo Oeste Baiano · Metropolitana de Salvador · Nordeste Baiano · Sul Baiano · Vale São-Franciscano da Bahia

Microregio's: Alagoinhas · Barra · Barreiras · Bom Jesus da Lapa · Boquira · Brumado · Catu · Cotegipe · Entre Rios · Euclides da Cunha · Feira de Santana · Guanambi · Ilhéus-Itabuna · Irecê · Itaberaba · Itapetinga · Jacobina · Jequié · Jeremoabo · Juazeiro · Livramento do Brumado · Paulo Afonso · Porto Seguro · Ribeira do Pombal · Salvador · Santa Maria da Vitória · Santo Antônio de Jesus · Seabra · Senhor do Bonfim · Serrinha · Valença · Vitória da Conquista